# دنیل لاروسو
دنیل لاروسو (به انگلیسی: Daniel LaRusso) یک شخصیت خیالی و قهرمان مجموعه فیلم‌های بچه کاراته‌کار است. او قهرمان سه‌گانه فیلم بچه کاراته‌کار و یکی از دو شخصیت اصلی (در کنار جانی لارنس) در سریال اسپین‌آف کبرا کای است. این شخصیت توسط رالف ماکیو به تصویر کشیده شده‌است.

## بررسی اجمالی
دنیل لاروسو در ۱۸ دسامبر ۱۹۶۷ در نیوآرک، نیوجرسی در یک خانواده ایتالیایی-آمریکایی به دنیا آمد. وقتی هشت ساله بود، پدرش پس از دو سال مبارزه با سرطان معده درگذشت. مادر دانیل، لوسیل، هرگز دوباره ازدواج نکرد. در سپتامبر ۱۹۸۴، دانیل و لوسیل پس از پذیرفتن پیشنهاد شغلی در یک شرکت کامپیوتری، به رسدا، کالیفرنیا نقل مکان کردند. مدت کوتاهی پس از نقل مکان به کالیفرنیا، دنیل با جانی لارنس، برنده دو بار قهرمانی کاراته زیر ۱۹ سال آل واری، ملاقات می‌کند و رقابتی را آغاز می‌کند، او با آقای میاگی، مسئول نگهداری در آپارتمانش آشنا شد، که مربی کاراته او و همچنین یک دوست کامل برای او و همچنین یک شخصیت پدری می‌شود. از طریق این آموزش، دنیل به اندازه کافی مهارت پیدا می‌کند تا جانی را در مسابقه نهایی مسابقات شکست دهد و قهرمان جدید شود. با وجود احترام متقابل آنها پس از آن، دنیل و جانی تبدیل به رقیب شدند.